# Чёрный (вулкан)
Чёрный — стратовулкан в центральной части полуострова Камчатка, в верховьях реки Калгауч, южной части Срединного хребта.
На западной стороне вулкана расположены триады шлаковых конусов.
Абсолютная высота — 1778 метра над уровнем моря.
На некоторых картах обозначен как гора Чёрная.